# فرودگاه بین‌المللی گلف پورت–بیلوکسی
فرودگاه بین‌المللی گلف پورت-بیلوکسی (به انگلیسی: Gulfport-Biloxi International Airport) یک فرودگاه همگانی بهره‌برداری هوایی با کد یاتا GPT است که یک باند فرود آسفالت و بتن دارد و طول باند آن ۲۷۴۴ متر است. این فرودگاه در کشور ایالات متحده آمریکا قرار دارد و در ارتفاع ۹ متری از سطح دریا واقع شده است.